# Leavenworth (Waszyngton)
Leavenworth – miasto w Stanach Zjednoczonych, w stanie Waszyngton, w hrabstwie Chelan.